# Češljakovački vis
Češljakovački vis jedan od vrhova hrvatske planine Papuk, koji se proteže kroz Slavoniju u Hrvatskoj. Češljakovački vis visok je 825 metara i nalazi se u Požeško-slavonskoj županiji u središnjem dijelu Parka prirode Papuk sjeverno od Kaptola i Velike.